# Ekspedycja 8
Ekspedycja 8 była misją ósmej stałej załogi Międzynarodowej Stacji Kosmicznej.

## Załoga
- Michael Foale (6), Dowódca misji i pracownik naukowy ISS (Stany Zjednoczone)
- Aleksandr Kaleri (4), Inżynier pokładowy ISS i dowódca Sojuza (Rosja)

(liczba w nawiasie oznacza liczbę lotów odbytych przez każdego z astronautów)
Załoga rezerwowa:
- William S. McArthur (4), Dowódca misji i pracownik naukowy ISS (Stany Zjednoczone)
- Walerij I. Tokariew (2), Inżynier pokładowy ISS i dowódca Sojuza (Rosja)

## Parametry misji
- Perygeum: 384 km
- Apogeum: 396 km
- Inklinacja: 51,6°
- Okres orbitalny: 92 min

### Dokowanie do ISS
- Połączenie z ISS: 20 października 2003, 07:15:58 UTC
- Odłączenie od ISS: 29 kwietnia 2004, 20:52:09 UTC
- Łączny czas dokowania: 192 dni, 13 h, 36 min 11 s